# John Sutherland
John Sutherland o de Sutherland (1346 circa – Londra, 1361) è stato un nobile scozzese, che fu erede al trono di Scozia fino alla propria prematura morte.

## Biografia

### Origini
Era l'unico figlio di William de Moravia, V conte di Sutherland e Margherita Bruce, figlia di Roberto I di Scozia. Pare che la madre morì dandolo alla luce, e il padre si risposò poco dopo.
Lo zio, re Davide II di Scozia, essendo senza figli lo considerava come il proprio erede al trono, in quanto unico discendente maschio diretto del secondo matrimonio del padre con la regina Elizabeth de Burgh. Per questo John era molto importante, e il padre ne approfittò per ricevere terre e titoli e costruire una vasta rete di alleanze per favorire l'ascesa del proprio figlio al trono.

### Prigionia e morte
Tuttavia l'eredità di John non si concretizzò mai. Quando lo zio venne preso prigioniero dagli inglesi dopo la battaglia di Durham suo nipote John, dato il suo alto lignaggio, fu uno degli ostaggi prescelti per prendere il suo posto. Nel 1357 avvenne lo scambio, e re Edoardo III d'Inghilterra permise a Davide di tornare in Scozia in cambio di un riscatto di 100.000 sterline e di numerosi ostaggi, tra cui John e suo padre William.
Portato a Londra, John Sutherland vi morì pochi anni dopo, nel 1361, durante un'improvvisa recrudescenza della peste. Con lui svanirono le possibilità dei Sutherland di ascendere al trono scozzese, e Davide II fu costretto a dichiarare proprio erede un altro nipote, Robert Stewart, discendente del primo matrimonio di Robert Bruce.

### La supposta discendenza
Per lungo tempo il clan Sutherland reclamò di discendere dal clan Bruce proprio tramite John, figlio di Margherita Bruce, tuttavia nel XIX secolo accurati studi genealogici smentirono la credenza.

## Ascendenza
|                                            |                                       |                                      | Genitori                |  |  | Nonni |  |  | Bisnonni                                   |  |  | Trisnonni                                 |  |
|                                            |                                       |                                      |                         |  |  |       |  |  | William de Moravia, II conte di Sutherland |  |  | William de Moravia, I conte di Sutherland |  |
|                                            |                                       |                                      |                         |  |  |       |  |  | William de Moravia, II conte di Sutherland |  |  | William de Moravia, I conte di Sutherland |  |
|                                            |                                       | …                                    |                         |  |  |       |  |  | William de Moravia, II conte di Sutherland |  |  |                                           |  |
| Kenneth de Moravia, IV conte di Sutherland |                                       |                                      |                         |  |  |       |  |  | William de Moravia, II conte di Sutherland |  |  |                                           |  |
|                                            |                                       | …                                    | …                       |  |  |       |  |  |                                            |  |  |                                           |  |
|                                            |                                       | …                                    | …                       |  |  |       |  |  |                                            |  |  |                                           |  |
|                                            |                                       | …                                    | …                       |  |  |       |  |  |                                            |  |  |                                           |  |
| William de Moravia, V conte di Sutherland  |                                       | …                                    |                         |  |  |       |  |  |                                            |  |  |                                           |  |
|                                            |                                       | …                                    | …                       |  |  |       |  |  |                                            |  |  |                                           |  |
|                                            |                                       | …                                    | …                       |  |  |       |  |  |                                            |  |  |                                           |  |
|                                            |                                       | …                                    | …                       |  |  |       |  |  |                                            |  |  |                                           |  |
| …                                          |                                       | …                                    |                         |  |  |       |  |  |                                            |  |  |                                           |  |
|                                            |                                       | …                                    | …                       |  |  |       |  |  |                                            |  |  |                                           |  |
|                                            |                                       | …                                    | …                       |  |  |       |  |  |                                            |  |  |                                           |  |
|                                            |                                       | …                                    | …                       |  |  |       |  |  |                                            |  |  |                                           |  |
| John Sutherland                            |                                       | …                                    |                         |  |  |       |  |  |                                            |  |  |                                           |  |
|                                            | Robert Bruce, VI signore di Annandale | Robert Bruce, V Signore di Annandale |                         |  |  |       |  |  |                                            |  |  |                                           |  |
|                                            | Robert Bruce, VI signore di Annandale | Robert Bruce, V Signore di Annandale |                         |  |  |       |  |  |                                            |  |  |                                           |  |
|                                            | Robert Bruce, VI signore di Annandale | Isabella di Clare                    |                         |  |  |       |  |  |                                            |  |  |                                           |  |
| Roberto I di Scozia                        | Robert Bruce, VI signore di Annandale |                                      |                         |  |  |       |  |  |                                            |  |  |                                           |  |
|                                            |                                       | Marjorie, contessa di Carrick        | Niall, conte di Carrick |  |  |       |  |  |                                            |  |  |                                           |  |
|                                            |                                       | Marjorie, contessa di Carrick        | Niall, conte di Carrick |  |  |       |  |  |                                            |  |  |                                           |  |
|                                            |                                       | Marjorie, contessa di Carrick        | Margaret Stewart        |  |  |       |  |  |                                            |  |  |                                           |  |
| Margherita Bruce                           |                                       | Marjorie, contessa di Carrick        |                         |  |  |       |  |  |                                            |  |  |                                           |  |
|                                            |                                       | Richard de Burgh                     | Walter de Burgh         |  |  |       |  |  |                                            |  |  |                                           |  |
|                                            |                                       | Richard de Burgh                     | Walter de Burgh         |  |  |       |  |  |                                            |  |  |                                           |  |
|                                            |                                       | Richard de Burgh                     | Isabel FiztJohn         |  |  |       |  |  |                                            |  |  |                                           |  |
| Elizabeth de Burgh                         |                                       | Richard de Burgh                     |                         |  |  |       |  |  |                                            |  |  |                                           |  |
|                                            |                                       | Margaret de Burgh                    | John de Burgh           |  |  |       |  |  |                                            |  |  |                                           |  |
|                                            |                                       | Margaret de Burgh                    | John de Burgh           |  |  |       |  |  |                                            |  |  |                                           |  |
|                                            |                                       | Margaret de Burgh                    | Hawise de Lanvaley      |  |  |       |  |  |                                            |  |  |                                           |  |
|                                            |                                       | Margaret de Burgh                    |                         |  |  |       |  |  |                                            |  |  |                                           |  |